# Yves Lacomblez
Yves Maurice Lacomblez (15 augustus 1946), ook bekend als Pipou, is een Belgische muzikant die actief was in Two Man Sound. Daarnaast verwierf hij bekendheid als tekst-/muziekschrijver van onder andere het lied Ca Plane pour Moi.

## Levensloop
Samen met Lou Deprijck en Sylvain Vanholme vormde hij Two Man Sound.
In 1977 schreef en componeerde hij samen met Lou Deprijck Ca Plane pour Moi voor Plastic Bertrand. Het nummer werd door tal van artiesten gecoverd, waaronder Telex (1978), De Strangers (als Punk, 1978), Roland Van Campenhout (2004), Kim Kay (2000) en Lacomblez & Deprijck zelf als Two Man Sound (als Yo Soy El Rei, 1982). Omstreeks diezelfde periode schreef hij ook teksten voor Elton Motello (onder andere Jet Boy, Jet Girl uit 1977) en Lou & The Hollywood Bananas (onder andere Ca Swingue un Max (Dans tes Bras) uit 1979).
Eind jaren 70, begin jaren 80 bracht hij enkele singles uit onder het pseudoniemen Pipokas en Pipou. In 1985 bracht hij opnieuw een single uit, ditmaal met Philippe Lafontaine, met als titel Tout le Monde à l'Eeau (La Comtesse Camisole Von Bismarck).
Momenteel brengt hij samen met Philippe Leprince kindershows en schuimt hij met Stan Pollet de Belgische concertcafés af. Daarnaast maakt hij deel uit van het ukelele-duo Monoï Monoï.

## Discografie[6][7]

### Albums
- Two Man Sound - Oye Come Va (1977)
- Two Man Sound - Basic Tropical (1990)
- Two man sound - Disco samba " (1978)

### Singles
- Two Man Sound - Djin Djin (1976)
- Two Man Sound - Frou Frou (1976)
- Two Man Sound - Mariana (1976)
- Two Man Sound - Menina Rainbow (1977)
- Pipokas - Le Boogie Bonbons[8] (1978)
- Pipou - Blue Bidon[9] (1979)
- Pipou - Viens Chez Moi[10] (1979)
- Pipou & Le Grand Départ - Des Escargots tout chauds[11] (1980)
- Pipou & Le Grand Départ - Nez[12] (1980)
- Pipou & Le Grand Départ - Le Plafonneur du Solarium[13] (1980)
- Pipou & Lafontaine - Tout le Monde à l'Eeau (La Comtesse Camisole Von Bismarck)[14] (1985)

- Bibliothèque nationale de France: cb16137187n (data)
- International Standard Name Identifier: 0000 0001 3359 8350
- MusicBrainz: eec59c37-c673-46c2-a234-5dcbf2ec7394
- Virtual International Authority File: 100361051
- WorldCat: E39PBJdx8CWpG9kWBrxMKbfyVC